# Francesco Durante (chirurg)

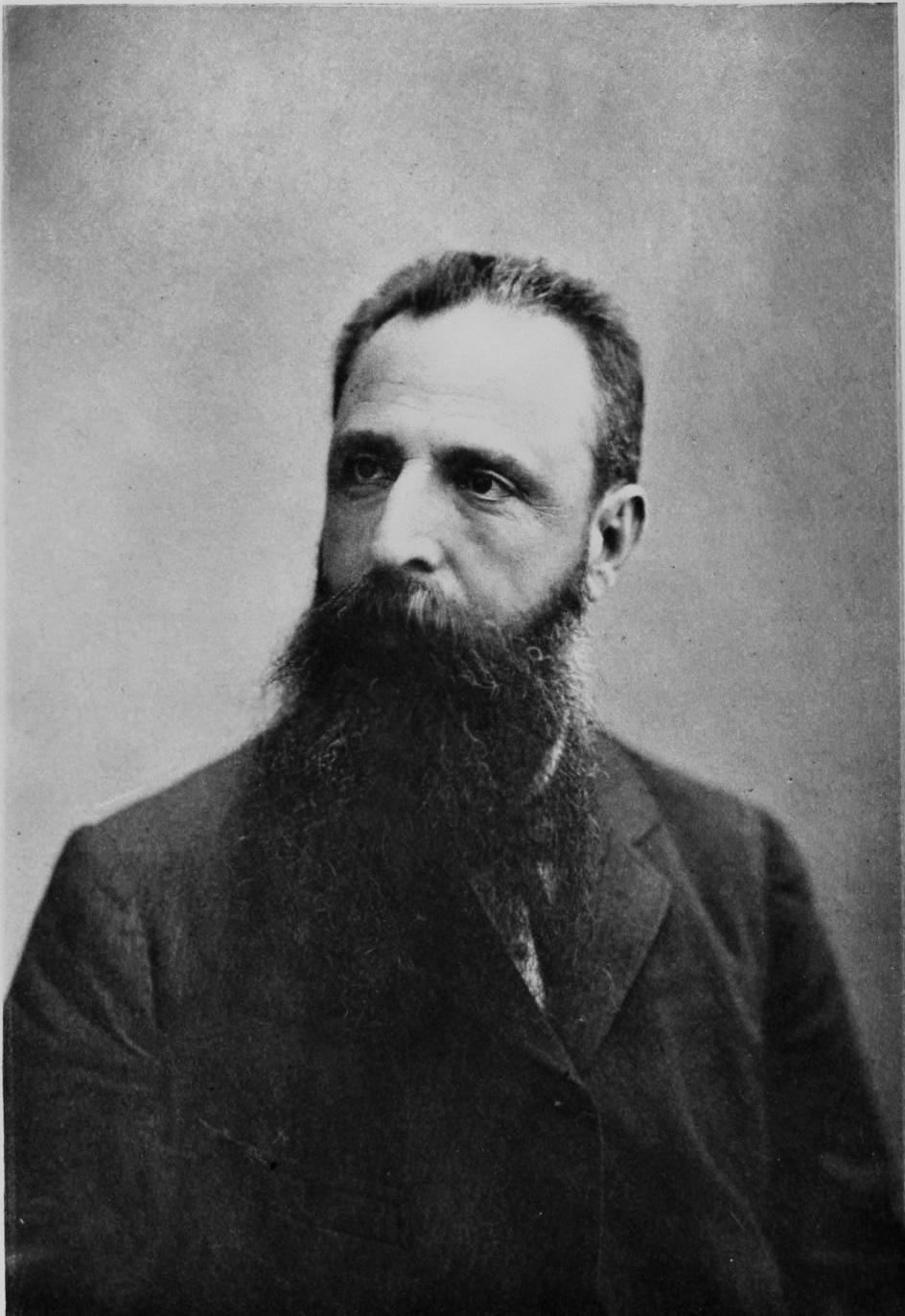
Francesco Durante

Francesco Durante (ur. 29 czerwca 1844 w Letojanni, zm. 2 października 1934 tamże) – włoski lekarz, chirurg i neurochirurg, autor podręcznika chirurgii w trzech tomach (1895) i wielu prac naukowych, polityk, senator Królestwa Włoch.

## Życiorys
Był synem Domenico Durante (1817–1903) i Giovanny Galeano. Jego ojciec był robotnikiem pracującym przy budowie pierwszej drogi Letojanni i pierwszym burmistrzem tego miasta (w latach 1800–1884). Francesco studiował medycynę, najpierw na Uniwersytecie w Mesynie, potem na Uniwersytecie w Neapolu, gdzie jego nauczycielami byli Giuseppe Ciaccio i Otto von Schrön. Tytuł doktora medycyny otrzymał 7 stycznia 1868. Następnie uzupełniał studia w dziedzinie anatomii i patologii, najpierw we Florencji u Paciniego, potem w Berlinie u Virchowa, w Wiedniu u Strickera i Billrotha, w Londynie u Listera i w Paryżu w laboratorium Ranviera. Podczas wojny francusko-pruskiej ochotniczo służył po stronie niemieckiej jako lekarz Czerwonego Krzyża. W 1872 powołany przez Costanza Mazzoniego na Uniwersytet w Rzymie, gdzie przez następny rok wykładał patologię chirurgiczną. W 1873 roku otrzymał katedrę patologii chirurgicznej w Rzymie, dwa lata później katedrę patologii na Uniwersytecie w Katanii. W 1881 został profesorem patologii chirurgicznej na Uniwersytecie Padewskim, rok później przeniósł się do Rzymu. Po śmierci Mazzoniego w 1885 objął katedrę chirurgii klinicznej i w 1903 został mianowany profesorem zwyczajnym chirurgii i medycyny operacyjnej na Uniwersytecie w Rzymie. W 1919 otrzymał tytuł profesora emerytowanego na Uniwersytecie w Rzymie. W tym samym roku przeniósł się do rodzinnego miasta.
Jeden z twórców polikliniki im. Umberto I w Rzymie (1894). Przewodniczący Società chirurgica italiana. Był członkiem honorowym Royal College of Physicians of London (1900) i wielu innych towarzystw naukowych. Redagował czasopismo „Il Policlinico”. Kawaler Orderu Świętych Maurycego i Łazarza (1894) i Order Sabaudzkim Cywilnym (1892).
Żonaty z Amalią Cocchi. Mieli czworo dzieci: córki Ofelię, Lelię i Lydię zamężną Picardi, oraz syna Domenica.

## Dorobek naukowy
Durante uważany jest za jednego z pionierów neurochirurgii włoskiej i światowej. 1 czerwca 1885 jako pierwszy na świecie przeprowadził operację usunięcia oponiaka rynienki węchowej. Podczas tej operacji zastosował również jako pierwszy na świecie płat osteoplastyczny. Operacja udała się i pacjentka Chiara Battistelli żyła jeszcze ponad 20 lat, aczkolwiek musiała być reoperowana po 11 latach od pierwszego zabiegu. Durante opracował też nowe techniki dostępów stosowanych podczas operacji guzów wewnątrzczaszkowych.
Niezależnie od Cohnheima sformułował teorię karcynogenezy, zakładającą, że nowotwory powstają z resztkowych komórek płodowych (teoria Cohnheima-Durantego).
Na polu chirurgii naczyniowej do jego osiągnięć należą jedne z pierwszych szwów naczyniowych tętnicy pachowej i tętnicy podkolanowej. W ortopedii pamiętany jest za opracowanie techniki częściowej i całkowitej astragalektomii oraz klinowej resekcji stawu kolanowego.

## Upamiętnienie
Jeszcze za życia postawiono mu pomnik w rodzinnym mieście. W Letojanni znajduje się też ulica jego imienia. W 50. rocznicę śmierci urządzono wystawę pamiątek po chirurgu, obecnie stanowiącą ekspozycję muzeum jego imienia (Museo Durante) przy Piazza Matteotti w Letojanni. Nagroda jego imienia (Premio Internazionale Francesco Durante) przyznawana jest od 1986 roku za wybitne osiągnięcia na polu chirurgii. Jej laureatami byli m.in. Ciro Famulari (1986) i Gazi Yaşargil (2002).

## Wybrane prace
- Per il XXV anno dell’insegnamento chirurgico di Francesco Durante nell’Università di Roma. 28 febbraio 1898. Roma, Società editrice Dante Alighieri, 1898 v. 2 v. 3